# آشانو
آشانو (Asciano) نام کومونه و شهری تپه‌ای در استان سیه‌نای ایتالیا منطقهٔ توسکانی است. آشانو در مرکز کرته سنزی و میان رودخانه‌های امبرونه و کوپرا قرار دارد مسیر ریلی آشانو در حدود ۳۰ کیلومتری جنوب شرق شهر سیه‌نا است.

## تاریخ
ریشهٔ آشانو در تمدن اتروسک، روم باستان و لمباردها است. در ۱۸۹۸، در حفاری‌ها، بقایای گورستانی مربوط به اتروسک‌ها در سدهٔ ۵ پیش از میلاد و حمام‌هایی از روم باستان و همچنین موزاییک‌هایی با کیفیت مناسب کشف شده‌است.